# ۶۶۷ (پیش از میلاد)
۶۶۷ (پیش از میلاد) ۶۶۷مین سال قبل از تقویم میلادی است.